# 坂部亀太郎
坂部 亀太郎（さかべ かめたろう、1899年（明治32年）2月2日 - 1978年（昭和53年）11月22日）は、日本の政治家。愛知県西尾市長（1期）、西尾町長（1期）、愛知県会議員（2期）、西尾町会議員などを歴任した。

## 来歴
愛知県出身。1913年（大正2年）、西尾町立西尾尋常高等小学校（現・西尾市立西尾小学校）卒業。若い頃は専業農家で、田畑2.6ヘクタールの耕作にいそしんだ。
結婚3年目の1928年（昭和3年）、産業組合理事に就任。また、西尾町会議員に当選した。
1938年（昭和13年）10月17日、幡豆郡選出の県会議員、稲垣一郎が死去。これに伴って11月12日に行われた補欠選挙に立憲民政党公認で立候補し、初当選した。1939年（昭和14年）の県議選で再選し、辞任する1947年（昭和22年）1月17日まで県議を務めた。また、1938年（昭和13年）から1939年（昭和14年）まで西尾町長を務めた。
1957年（昭和32年）8月21日、西尾市長の中村謙作が1期目の途中で辞職。同年9月15日に行われた市長選挙に自由民主党公認で立候補し初当選を果たした。 
都市計画街路花ノ木通線の事業に尽力し、同街路は1958年（昭和33年）5月に開通した。公共事業としては1961年（昭和36年）1月の市役所新庁舎起工、上水道竣工（志貴野水源完成）、消防署開署、4月の西尾バラ園の開園などが挙げられる。政務に忙殺されながらも、1958年（昭和33年）10月に全国製茶品評会、1960年（昭和35年）11月に第1回働く人たちの祭典が開かれるなど、地場産業の育成にも心血を注いだ。
1961年（昭和36年）9月8日に行われた市長選で金物商役員の杉浦喜之助に敗れ落選。
1973年（昭和48年）11月2日、西尾市名誉市民に推挙される。 1978年（昭和53年）11月22日、死去。79歳没。